# Walter Haummer
Walter Haummer (1928. november 22. – 2008. október 5.) osztrák labdarúgócsatár
Az osztrák válogatott színeiben részt vett az 1954-es labdarúgó-világbajnokságon.